# Região Geográfica Intermediária de Juazeiro
A Região Geográfica Intermediária de Juazeiro é uma das dez regiões intermediárias do estado brasileiro da Bahia e uma das 134 regiões intermediárias do Brasil, criadas pelo Instituto Brasileiro de Geografia e Estatística (IBGE) em 2017. É composta por 18 municípios, distribuídos em duas regiões geográficas imediatas.
Sua população total estimada pelo Instituto Brasileiro de Geografia e Estatística (IBGE) para 1º de julho de 2018 é de 810 442 de habitantes, distribuídos em uma área total de 73 187,488 km².
Juazeiro é o município mais populoso da região intermediária, com 215 183 habitantes, de acordo com estimativas de 2018 do Instituto Brasileiro de Geografia e Estatística (IBGE).

## Regiões geográficas imediatas
| Região geográfica imediata                     | Municípios                                                                                                  | População Estimativa 2018 | Área (km²) |
| ---------------------------------------------- | --- | ------------------------- | ---------- |
| Região Geográfica Imediata de Juazeiro         | Campo Alegre de Lourdes Casa Nova Curaçá Juazeiro Pilão Arcado Remanso Sento Sé Sobradinho Uauá             | 513 463                   | 57 806,354 |
| Região Geográfica Imediata de Senhor do Bonfim | Andorinha Antônio Gonçalves Campo Formoso Filadélfia Itiúba Jaguarari Pindobaçu Ponto Novo Senhor do Bonfim | 296 979                   | 15 381,134 |
| Total                                          | 18 | 810 442                   | 73 187,488 |